# ن. باول كينورثي
ن. باول كينورثي (بالإنجليزية: N. Paul Kenworthy)‏ هو مصور سينمائي ومخرج أمريكي، ولد في 14 فبراير 1925 في فيلادلفيا في الولايات المتحدة، وتوفي في 15 أكتوبر 2010 في فينتورا في الولايات المتحدة.

## وصلات خارجية
- ن. باول كينورثي على موقع IMDb (الإنجليزية)
- ن. باول كينورثي على موقع ألو سيني (الفرنسية)
- ن. باول كينورثي على موقع أول موفي (الإنجليزية)
- ن. باول كينورثي على موقع قاعدة بيانات الأفلام السويدية (السويدية)
- ن. باول كينورثي على موقع قاعدة بيانات الفيلم (الإنجليزية)
- ن. باول كينورثي على موقع كينوبويسك (الروسية)